# Episodi di Patriot (seconda stagione)
La seconda e ultima stagione della serie televisiva Patriot, composta da 8 episodi, è stata pubblicata il 9 novembre 2018 sul servizio on demand Prime Video, nei paesi in cui il servizio è disponibile.
| n° | Titolo originale              | Titolo italiano                        | Pubblicazione USA | Pubblicazione Italia |
| -- | ----------------------------- | -------------------------------------- | ----------------- | -------------------- |
| 1  | American Dimes                | Dime americani                         | 9 novembre 2018   | 9 novembre 2018      |
| 2  | The Vantasner Danger Meridian | Il meridiano del pericolo di Vantasner | 9 novembre 2018   | 9 novembre 2018      |
| 3  | The Guns of Paris             | Le pistole di Parigi                   | 9 novembre 2018   | 9 novembre 2018      |
| 4  | The Sword and the Hand        | La spada e la mano                     | 9 novembre 2018   | 9 novembre 2018      |
| 5  | Army of Strangers             | Esercito di stranieri                  | 9 novembre 2018   | 9 novembre 2018      |
| 6  | Fuck John Wayne               | Fanculo John Wayne                     | 9 novembre 2018   | 9 novembre 2018      |
| 7  | Loaded                        | È carica                               | 9 novembre 2018   | 9 novembre 2018      |
| 8  | Escape From Paris             | Fuga da Parigi                         | 9 novembre 2018   | 9 novembre 2018      |

## Dime americani
- Titolo originale: "American DImes"
- Diretto da: Steven Conrad
- Scritto da: Steven Conrad

### Trama
John lascia partire Agathe coi soldi, ma subito dopo cambia idea e si affretta a salire sul treno successivo, dove si trova la figlia di Agathe insieme alla zia. Tuttavia poco dopo scopriamo che John ha inviato Birdbath sul treno di Agathe, con l'obbiettivo di tramortire la moglie del fisico e di rubarle i soldi, quindi a quel punto gli chiede di fare la stessa cosa, ma ad Agathe. Birdbath quindi inizia a pedinare la donna, ma venuto il momento di metterla fuori combattimento, l'uomo si colpisce da solo e stramazza a terra. Nel frattempo nell'ospedale di Milwaukee, dove Leslie è ricoverato per lo sparo al volto, la morfina somministratagli fa riaffiorare la sua tossicodipendenza.
Mentre John segue la piccola Myna in aeroporto, Alice, che ha rapito Charlie, il cane da terapia che John aveva restituito al legittimo proprietario, raggiunge il marito in aeroporto e gli giura che, nonostante la scoperta sulla sua reale occupazione, lo ama ancora. John si dirige nel bagno del aeroporto e tramortisce la zia di Myna, rapisce la bambina e la consegna ad Alice, dicendole di far finta di essere una famiglia. Tom rintraccia John e lo incontra, insieme ad Alice, Myna e Charlie, in una tavola calda per dirgli che il piano è cambiato e dovrà assassinare Cantar Walley, il candidato iraniano pro-nucleare.
A quel punto Alice, furiosa per il modo in cui Tom sfrutta John, se ne va con Myna e manda una mail a Agathe, rivelandole che ha sua figlia. Con sua sorpresa però Agathe le risponde di tenerla con sé, quindi Alice torna da John e Tom.

## Il meridiano del pericolo di Vantasner
- Titolo originale: "The Vantasner Danger Meridian"
- Diretto da: Steven Conrad
- Scritto da: Steven Conrad

### Trama
In un flashback ritroviamo Glenn Purdue, la guardia affetta da disturbo da stress post-traumatico a cui John aveva rubato il cane, Glenn si fa rubare Charlie da Alice in modo che la donna possa farlo avere a John e, insieme ai suoi colleghi poliziotti, decide di provare a catturare John.
Tornati nel presente, mentre John e Tom stanno discutendo animatamente riguardo agli errori fatti in Lussemburgo, vengono fermati da un'auto della polizia. Gli agenti si rivolgono a Myna, dato che è l'unica che sa parlare francese. La bambina mente ai poliziotti, raccontandogli che sono una famiglia e stanno andando a Disneyland Paris. Vedendo un video spedito dai rapitori di Edward, John capisce che in realtà il fratello non è stato veramente rapito, ma è solo una messa in scena costruita da Edward e Dennis per fermare la missione. John contatta il fratello e gli dice di aver scoperto il loro piano e chiede sia a lui che a Dennis di raggiungerlo a Parigi.
Tom ordina a John di procurarsi una pistola, compito piuttosto difficile dato che a Parigi ci sono controlli molto rigidi sulle armi. Quindi l'agente pianifica di entrare di nascosto nell'edificio in cui vengono conservati i registri dei proprietari di armi, per sceglierne uno a caso a cui rubare una pistola. La puntata si chiude su John che si appresta a eseguire un pericoloso salto di 12 metri dal tetto dell'edificio, per introdursi dal balcone. 

## Le pistole di Parigi
- Titolo originale: "The Guns of Paris"
- Diretto da: Steven Conrad
- Scritto da: Steven Conrad

### Trama
John salta dal tetto e perde i sensi dopo l'atterraggio, dopo essersi ripreso entra nell'edificio e sottrae l'indirizzo del possessore di un'arma. Quindi si dirige verso un negozio di alimentari dove, con l'aiuto di Dennis, Edward e Birdbath, prova a rubare la pistola; il tentato furto non va però secondo i piani e il negoziante inizia a sparare per difendersi, colpendo Edward alla spalla e Dennis e John alla mano, facendo perdere a entrambi due dita, per poi essere mandato al tappeto da Birdbath.
Intanto Leslie si reca in Lussemburgo per essere interrogato dal detective francese Mills riguardo a John, ma viene intercettato in aeroporto da Tom che lo convince a non presentarsi all'interrogatorio e poi gli rivela che John lavora per la CIA.
John, Edward, Dennis e Birdbath fuggono con la pistola e si recano alla stazione della metropolitana, dove però si rendono conto di aver recuperato solo tre delle quattro dita amputate. Dopo essere saliti sulla metro, si rendono conto di essere ricercati dalla polizia, quindi John si separa dal gruppo e, mentre sta cercando di seminare un agente di polizia, incontra casualmente Tom e Leslie. Leslie, avendo capito la situazione delicata in cui si trova John, lo aiuta a seminare il poliziotto. Edward chiama la sua fidanzata Carol e suo figlio Efram, che arrivano in soccorso e gli chiede di ricucire le dita di Dennis, visto che di professione fa la veterinaria. 
Poco dopo John confessa a Tom che a 14 anni è stato fermato per aver provato a comprare birra e gli sono state registrate le impronte digitali, Tom gli dice che, se verrà identificato dall'impronta del dito perso, la missione andrà a monte; quindi i due ritornano al negozio di alimentari, dove è arrivata la detective Nan Ntep, per recuperarlo. Tom però, appena entra nel negozio, ha un attacco d'ansia e sviene, il piano quindi fallisce e il negoziante riesce a riconoscere John.

## La spada e la mano
- Titolo originale: "The Sword and the Hand"
- Diretto da: Steven Conrad
- Scritto da: Steven Conrad

### Trama
La detective Ntep spara a John ad un piede, John quindi per sfuggirle la tramortisce colpendola alla testa con uno scaffale di metallo, poi mette fuori gioco il negoziante, colpendolo in faccia per diciassette volte e infine si riprende il dito mozzato e ruba dall'auto della polizia una pistola e un silenziatore. Usciti dal negozio, Tom e John vedono un'auto con a bordo Cantar Walley, così l'agente inizia a seguirlo per ucciderlo, ma per strada vede Agathe e cerca di sparare a lei, mancandola. 
John in metropolitana incontra sua madre Bernice e Icabod. Mentre la sicurezza di Walley viene aumentata, in seguito al tentato assassinio, e minaccia di non partecipare all'assemblea OPEC se non saranno trovate prove che il furto della pistola non è collegato a lui. John quindi, per sviare i sospetti di Walley, cerca qualcuno per strada che si comporta in modo maleducato, a cui sparare. Intanto Agathe incontra Alice e le dice che se consegnerà suo suocero alla polizia, lei ritirerà tutte le accuse pendenti su John.
Il detective Mills, in spedizione a Parigi per trovare John Lakeman, mentre si trova sulla metropolitana riconosce il volto di John, che intanto si è riunito con Alice e Myna. Ma, visto che poco prima il detective aveva risposto in modo scortese a Myna, John gli spara al petto con la pistola silenziata e fugge.

## Esercito di stranieri
- Titolo originale: "Army of Strangers"
- Diretto da: Steven Conrad
- Scritto da: Steven Conrad

### Trama
Tutti gli amici, i parenti e i colleghi che sono a conoscenza dell'operazione portata avanti da Tom e John si riuniscono e Bernice, insiste perché John e Dennis vadano in ospedale a farsi ricucire le dita e alla fine Tom cede alle insistenze della moglie. In questo modo però le autorità e i nemici di John vengono a sapere che si trova a Parigi. John, dopo l'operazione, si risveglia in ospedale nella stessa stanza della detective Ntep, che in seguito al colpo in testa ricevuto per mano di John, è rimasta temporaneamente cieca. Tom decide di lasciare un paio di giorni di riposo a John, prima di portare a termine la missione, uccidendo Cantar Walley. Edward rivela a John che lui e Carol hanno deciso di sposarsi e che lui sarà il suo testimone di nozze.
Intanto il padre di Mikham Kandahar giunge a Parigi con l'obiettivo di uccidere John, mentre anche gli uomini di Walley scoprono che John Lakeman, colui a cui avevano rubato i soldi in Lussemburgo, si trova a Parigi e iniziano ad avere il sospetto che si trovi lì proprio per uccidere Walley.

## Fanculo John Wayne
- Titolo originale: "Fuck John Wayne"
- Diretto da: Steven Conrad
- Scritto da: Steven Conrad

### Trama
John insieme a tutti i suoi colleghi e amici festeggia l'addio al celibato di Edward, andando a bere in un bar e fumando marijuana. Tom contatta Rob Sapertstein, che si scopre non essere riuscito a suicidarsi per la rottura del kayak a cui voleva impiccarsi, e lo fa unire ai festeggiamenti. Il gruppo raccoglie anche una somma di denaro, con cui comprano il bambino rumeno che viene costretto a suonare la fisarmonica, per poi liberarlo
I poliziotti disadattati di Milwaukee intanto riescono a rintracciare John con l'intenzione di ucciderlo, ma John convince Gregory a picchiare uno di loro e riesce a fuggire insieme agli altri. L'addetto della CIA Ron però scopre che Walley partirà da Parigi quella notte e che quindi rimane poco tempo per ucciderlo. Quindi John, ancora ubriaco e sotto l'effetto della marijuana, si prepara per portare a termine la missione.

## É carica
- Titolo originale: "Loaded"
- Diretto da: Steven Conrad
- Scritto da: Steven Conrad

### Trama
In un flashback scopriamo che è stato Wallace Candahar a investire John in Lussemburgo e, non rendendosi conto di chi fosse, l'ha portato in ospedale.
John è pronto a portare a termine la missione e si introduce nel palazzo di Walley, scavalcando una serie di recinzioni elettrificate. Alice intanto, rendendosi conto di quanto Tom stia sfruttando John, decide di chiamare Agathe per consegnare il suocero alla polizia e poi riconsegna Myna a sua zia. John, dopo aver messo KO un cane da guardia, arriva alla porta dietro cui si rifugia Walley e, proprio mentre sta per entrare e andare incontro a morte certa per mano dalle guardie armate, viene raggiunto da Wallace Candahar, ma John lo uccide e subito dopo Tom lo chiama per dirgli di lasciar perdere la missione. John inizia a programmare la sua fuga da Parigi e chiede a Leslie, che in prigione aveva svolto la mansione di dentista, se può strappargli alcuni denti, in modo tale da ingannare i software di riconoscimento facciale. 

## Fuga da Parigi
- Titolo originale: "Escape From Paris"
- Diretto da: Steven Conrad
- Scritto da: Steven Conrad

### Trama
Leslie strappa tre denti a John e gli confessa che avendo scoperto tutto ciò che ha passato si è guadagnato il suo rispetto. Alice attira Tom nella camera d'albergo di John per consegnarlo alla polizia. ma John e Tom fuggono dalla finestra, tuffandosi nel canale. I due poi si separano, ma Tom viene catturato da Agathe e dalla detective Ntep; interrogato dalle due l'uomo dice che si trova a Parigi solo per l'imminente matrimonio di Edward e, grazie anche alla testimonianza di Bernice, viene rilasciato. Mentre sta tornando a Milwaukee insieme a Icabod, Dennis confessa che in realtà le dita che si è fatto ricucire sono quelle di John e che quindi fra tre giorni svilupperanno gangrena, in questo modo però John potrà ingannare i controlli alla dogana grazie alle impronte di Dennis e raggiungere l'Inghilterra su una nave. Intanto Edward e Carol si sposano, con la sola presenza in chiesa di Bernice e Tom.
In seguito scopriamo che John non è realmente intenzionato a prendere la nave, ma è solo una falsa pista per ingannare Agathe e Ntep e infatti si sta apprestando a attraversare la Manica a nuoto, nonostante i numerosi banchi di meduse. Ad attenderlo oltre il confine su una barca c'è James, un agente segreto che insieme a John aveva subito delle torture durante la missione fallita in Iran. John nuota per diversi chilometri e proprio mentre sta per arrendersi alla stanchezza, James arriva con la barca e lo porta in salvo. La puntata si chiude con James che rassicura John e gli promette che le cose miglioreranno, mentre la barca si allontana John fissa l'orizzonte e i suoi occhi si riempiono di lacrime.